# Юношеське
Ю́ношеське (рос. Юношеское) — село у складі Грязовецького району Вологодської області, Росія. Входить до складу Ростиловського сільського поселення.

## Населення
Населення — 25 осіб (2010; 26 у 2002).
Національний склад (станом на 2002 рік):
- росіяни — 96 %